# Pericchedi
La dinastia Pericchedi o els Perichedis foren un antic clan governant d'Andhra avantpassats de la família reials dels Pusapati. Els Pericchedis van construir Bezawada (moderna Vijayawada) al riu Krishna el 626 i una altra capital a Kollipaka on es van establir per nou segles. Foren Kshatriyas de la secta Suryavanshi o solar. Van obtenir el títol de Gajapati, després de la batalla de Nandapur.

## Història
Els Pericchedis foren patrons del Dharma hindú en contrast als Chalukya, que inicialment eren patrons del jainisme.

### Governants
Els governants antics foren:
- Genealogia perduda
- Bhimaraja 978, aliat dels Chalukya de Vengi
- Pandya
- Genealogia perduda
- Nambaya I (Nambiraja) 1043, un general dels Chalukya de Vengi
- Ganda (Madalika Ganda) 1043
- Nambaya II 1127-1131, capital a Kalipaka
- Pandyaraja 1158
- Teilokya Mallaraju 1159-1161
- Bhimaraja 1161
- Kusumaraja 1161-1230
- Bhimaraja 1230-1268
- Bhimaraja i Uttam Bhimaraja 1268-1283
- Alladanatha Devaraja i Bhimaraja 1283
- Betaraja 1265
- Kesavaraju 1292
- Suraparaja 1292

## Descendents dels Pericchedis

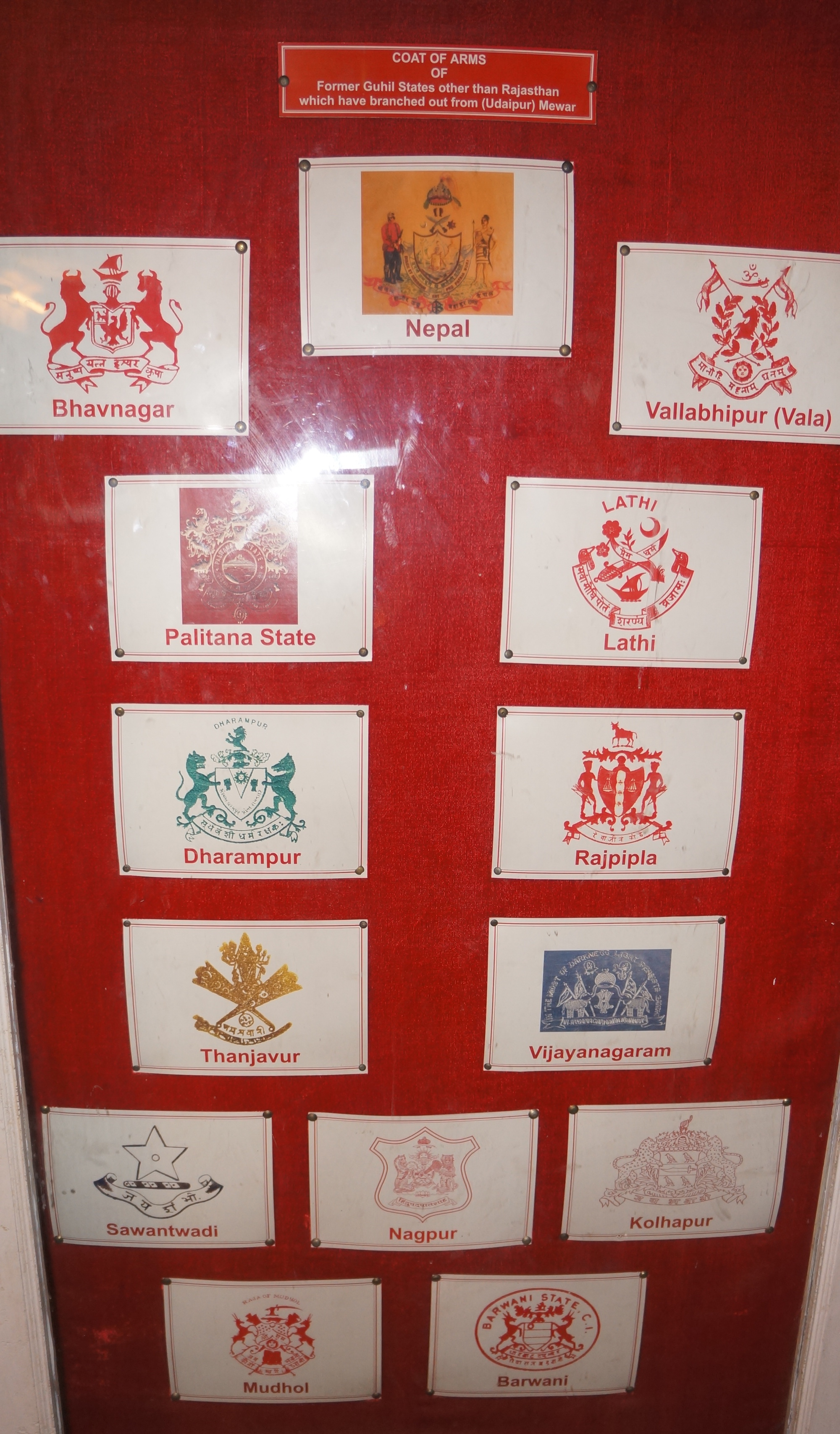
Branques del clan Sisòdia

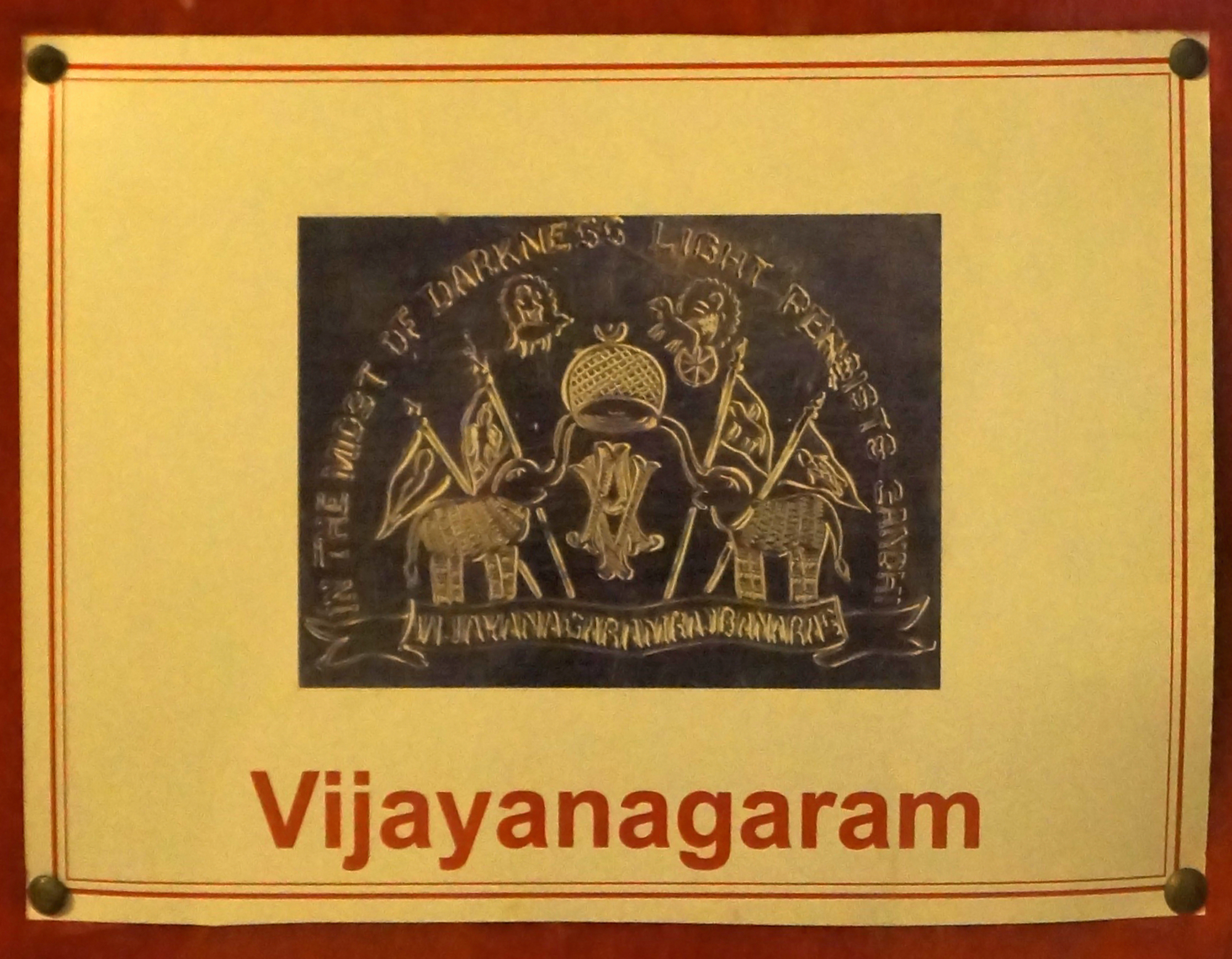
Escut d'Armes de Vijayanagaram

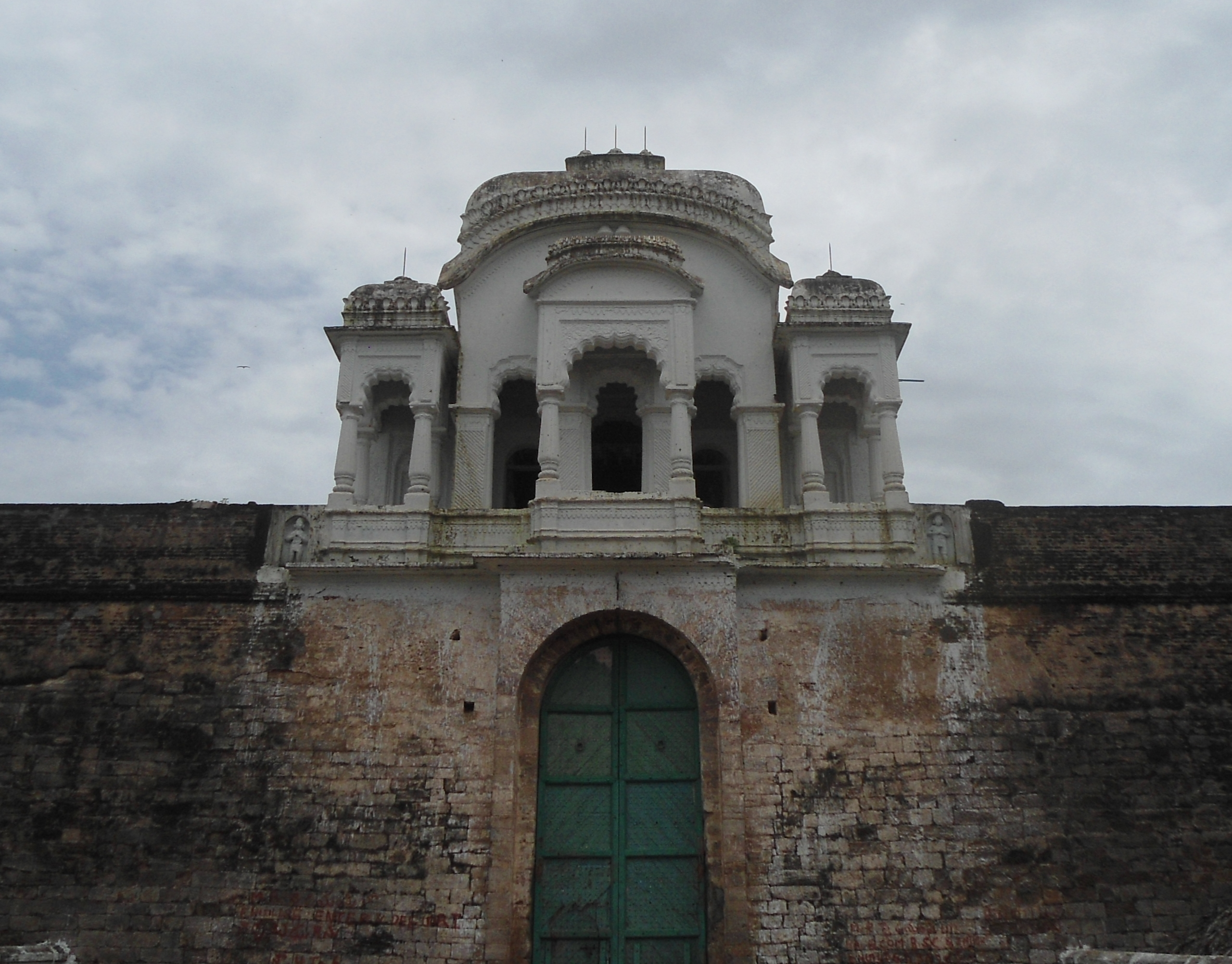
Entrada de l'oest del fort de Vizianagaram a Andhra Pradesh

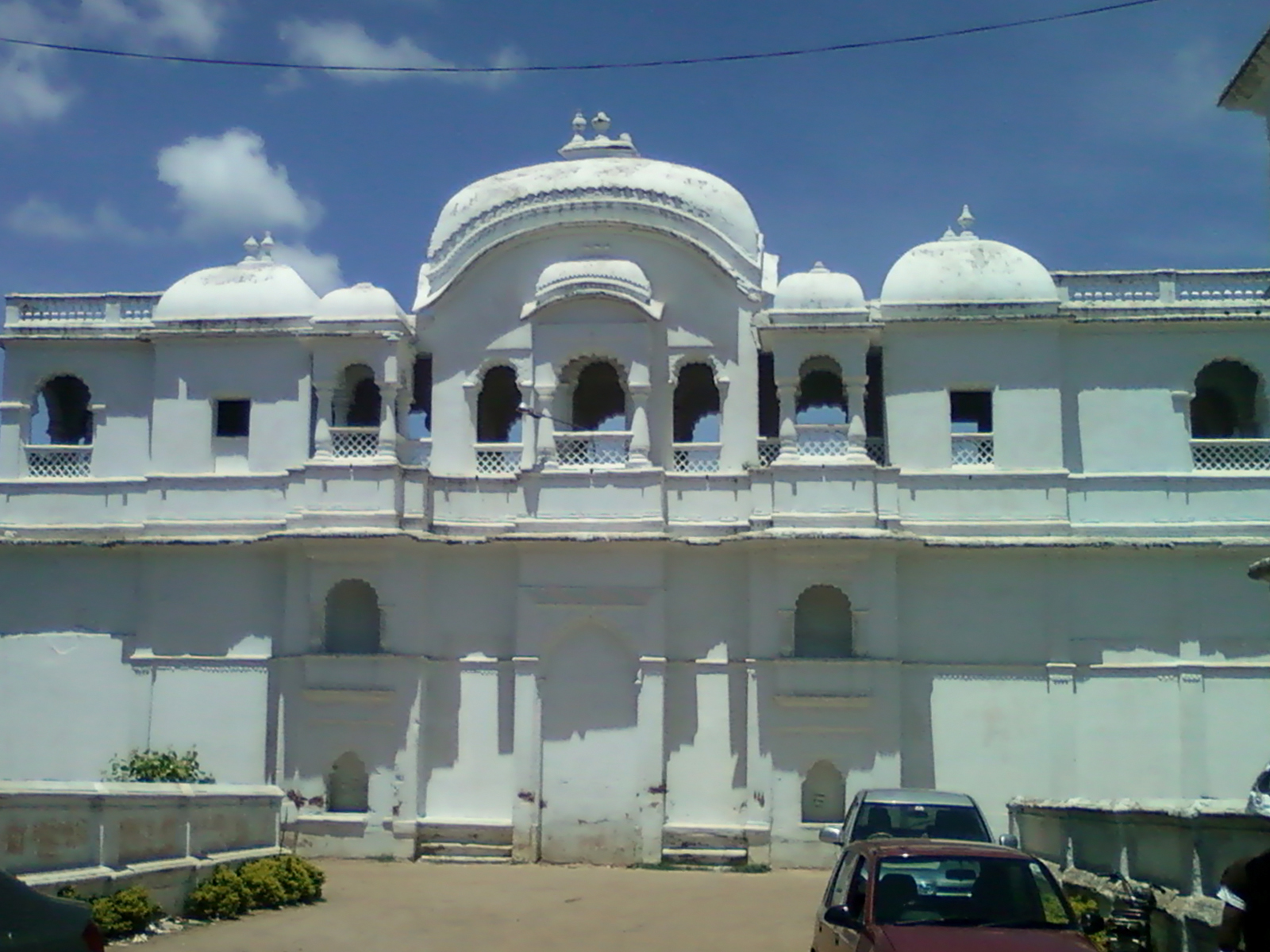
Entrada principal del fort de Vizianagaram

### Pusapatis de Vizianagaram
Els pusapatis o dinastia Pusapati de Vizianagaram (telugu:విజయనగరం పూసపాటి వారు)
deriva dels Pericchedis. El nom familiar va ser canviat a Pusapati després del trasllat a la regió costanera. Van fundar la ciutat de Vizianagaram, que va rebre el nom de Vijay Rama Raju, escrit amb una Z per diferenciar-la de Vijayanagar, la dinastia amb seu a Hampi. Van obtenir el títol de Gajapathi, després de la batalla de Nandapur, al nord dels Circars en el segle xvi. El 1484 Pusapati Rachi Raju va escriure el Vasistha Gotra Kshatriya Sisa Malika.
Ells, juntament amb els altres aliats de Vijayanagar, van ser conquerits per Sultan Quli, el fundador de la dinastia Kutubxàhida de Golkonda però el 1652 el 5è rei de la subsegüent línia Pusapati va ser fet Subahdar dels  Circars del nord i restablerts al país de Vizagapatnam. Van rebre el títol de Gajapathi després de derrotar el Gajapathi de Nandapur (Orissa), els seus antics aliats i parents, en el segle xvi. El 1827 Maharajah Vijay Rama Gajapati Raju III va rebre diversos honors del govern britànic. Lord Northbrook va obtenir per ells el títol de Sa Altesa, i va tenir el seu nom inclòs entre aquells dels caps que eren saludats en les visites al virrei amb una salutació de 13 canonades. Una filla va ser casada a Sa Altesa Maharaj Kumar Singh, el cosí i l'hereu aparent de Sa Altesa el Maharajah de Rewah. El 1848 el darrer Maharaja de Vizianagaram va visitar Bezawada, la llar de la seva família per tants segles. La seva visita és enregistrada en una inscripció telugu. Un descendent d'aquesta línia, Sir P. Vijay Anand Gajapathi Raju va heretar la propietat familiar a Benares, i es va casar amb la princesa de Kashipur i fou capità de l'equip de criquet indi en la dècada de 1930.
- Després de 1509 els Pusapatis governaven a Vijayawada, que és el nom que Vijayawada portava en aquell temps.[12]
- Pusapati Rachi Raju (1515) fou aliat del rei Gajapathi Rudra Deva, sent ambdós derrotats per l'emperador de Vijayanagar Krishna Deva Raya.[13][14] Després de la seva derrota, Krishna Deva Raya el va restablir i ell i Rachi Raju es van casar amb les filles de Rudra Deva.
- Pusapati Amala Raju (Fundador de la branca de Vizianagaram)
- Pusapati Tama Bhupaludu (1620-1670)
- Pusapati Sita Rama Chandra Raju (va governar del 1685 al 1697). El 1687, quan l'emperador Moghul Aurangzeb va conquerir Golkonda, Sita Rama Chandra Raju va obtenir de l'emperador la Zulfikar (espasa de dos fulles) que figuren a la bandera dels Pusapati com a símbol d'agraïment per haver-lo ajudat en la seva campanya.[15]
- Pusapati Peda Vijaya Rama Raju (va governar des del 1710 i va morir el 1757). Va fundar Vizianagaram, i va traslladar la capital a Potnur. Va morir en la batalla de Bobbili
- Pasupati Ananda Raju (mort el 1760), va conquerir Visakhapatnam i Rajamundry[16]
- Pusapati Chinna Vijaya Rama Raju (1760-1794), va morir en la batalla de Padmanabham contra els britànics. El germà de Vijaya Rama Raju, Sita Rama Raju, va atacar Parlakamedi juntament amb els seus aliats marathes i la va conquerir.
- Pusapati Narayana Babu Raju (1794-1845)
- Pusapati Vijaya Rama Gajapati Raju (1845-1879)
- Pusapati Ananda Gajapati Raju (1879-1897)
- Pusapati Vijaya Rama Gajapati Raju (1897-1922)
- Pusapati Alaka Narayana Gajapati Raju (1922-1937)
- Pusapati Vijaya Rama Gajapati Raju (1945-1995)
- Pusapati Ananda Gajapati Raju (1950-)
- Pusapati Ashok Gajapati Raju

### Altres descendents dels Pericchedis
Els altres descendents dels Pericchedis foren els Alluris (Telugu:అల్లూరి) de Chintapalli; els Kakarlapudis, que estaven concentrats a Nakkapalle, Srirampur, Alamanda, i Ramachandrapuram; els Mandapathis de Ponamanda; els Pinnamaraju de Kottakota; els Uppalapatis; i els Valivarthis de Pajapalayam.